# جيريمياه سوليفان
جيريمياه سوليفان (بالإنجليزية: Jeremiah Sullivan)‏ هو قاضي ومحامي وسياسي أمريكي، ولد في 21 يونيو 1794 في هاريسونبورغ في الولايات المتحدة، وتوفي في 6 ديسمبر 1870 في ماديسون في الولايات المتحدة. انتخب عضو مجلس نواب إنديانا.